# ウーリーモンキー属
ウーリーモンキー属（ウーリーモンキーぞく、Lagothrix）は、哺乳綱霊長目クモザル科に分類される属。

## 分布
エクアドル、コロンビア、ブラジル、ペルー、ベネズエラ、ボリビア北部

## 形態
体長39-65cm。尾長41-77cm。体重5-8kg。メスよりもオスの方が大型になる。全身は短い灰色や暗緑色、黒の体毛で密に覆われる。属名Lagothrixは「ウサギの毛」の意。
頭部は特に体毛が密集する。小型の第1指がある。

## 分類
以前は以下の2種で本属を構成していた。分類・和名・英名は、岩本 (1988) に従う。
- Lagothrix lagotricha コモンウーリーモンキー Common woolly monkey
- Lagothrix flavicauda ヘンディーウーリーモンキー Hendee's woolly monkey

2001年にヘンディーウーリーモンキーを独立した属Oreonaxに分類し、コモンウーリーモンキーの亜種を独立した種として分割する説が提唱された。以下の分類・和名・英名は、日本モンキーセンター霊長類和名リスト（2018）に従う。
- Lagothrix cana ハイイロウーリーモンキー Geoffroy's woolly monkey
- Lagothrix lagotricha フンボルトウーリーモンキー Humboldt's woolly monkey
- Lagothrix lugens コロンビアウーリーモンキー Colombian woolly monkey
- Lagothrix poeppigii アカウーリーモンキー Red woolly monkey

一方で2014年にはミトコンドリアDNAのCOI・COII遺伝子を用いた分子系統解析から、ヘンディーウーリーモンキーの属やコモンウーリーモンキーの種としての分割を認めない説も提唱されている。以前の分類や2014年の研究ではコモンウーリーモンキーは4亜種（2001年の分類における4種）を含むとされたが、2005年の分類ではハイイロウーリーモンキーの亜種としてL. c. tschudiiが認められており、2019年の研究でもコモンウーリーモンキーの亜種としてL. l. tschudiiを認める説も提唱されている。

## 生態
熱帯雨林等に生息する。樹上棲で、森林の上層部で生活する。昼行性。複数の雌雄が混じった10-20頭程の小規模な群れを形成して生活する。オマキザル科の他種と混群を形成することもある。
食性は植物食で、主に果実を食べるが植物の葉、種子等も食べる。
決まった繁殖時期時期はない。
メスは12日から49日ほどの発情周期がある。
1回の出産で1子。

## 人間との関係
生息地では食用とされることもある。開発による生息地の破壊や、食用の狩猟等により生息数は減少している。
日本では2021年の時点でラゴトリクス属（ウーリーモンキー属）単位で特定動物に指定されており、2019年6月には愛玩目的での飼育が禁止された（2020年6月に施行）。